# Pontruet
Pontruet település Franciaországban, Aisne megyében. Lakosainak száma 352 fő (2022. január 1.). Pontruet Bellenglise, Bellicourt, Gricourt, Lehaucourt és Pontru községekkel határos.

## Népesség
A település népességének változása:
| Lakosok száma | 157  | 274  | 287  | 336  | 323  | 333  | 344  | 360  | 357  | 352  |
|               | 1968 | 1982 | 1990 | 2006 | 2013 | 2015 | 2017 | 2019 | 2020 | 2022 |